# سیاه‌زن (بش‌دام)
سیاه‌زن امیرحسین قربونی (به لاتین: Siyəzən) یک منطقه مسکونی در جمهوری آذربایجان است که در شهرستان سیاه‌زن واقع شده است. این روستا ۱۳۲ نفر جمعیت دارد.